# Suriname nos Jogos Sul-Americanos
O Suriname participou pela primeira vez dos Jogos Sul-Americanos na quarta edição deste evento, em Lima-1990. Desde então, este país tem marcado presença ininterrupta. Tem sempre enviando delegações pequenas, cujo desempenho no quadro de medalhas reflete bem isto.
O país, que é representado nos Jogos Sul-Americanos pelo Comitê Olímpico do Suriname, nunca foi sede deste evento multidesporto.

## Delegação
Em Santiago-2014, o Suriname se fez presente com um total de 27 atletas, estando à frente apenas de Aruba e da Guiana neste montante. Quatro anos após, em Cochabamba-2018, os surinameses foram representados por 13 desportistas.

## Quadro de medalhas
Segue-se, abaixo, o histórico de participações do Suriname nos Jogos Sul-Americanos.
| Ano   | Nação     | Cidade       | Posição | Ouro | Prata | Bronze | Total |
| 1978  | Bolívia   | La Paz       | -       | -    | -     | -      | -     |
| 1982  | Argentina | Rosario      | -       | -    | -     | -      | -     |
| 1986  | Chile     | Santiago     | -       | -    | -     | -      | -     |
| 1990  | Peru      | Lima         | 9/10    | 2    | 0     | 1      | 3     |
| 1994  | Venezuela | Valencia     | 13/14   | 0    | 3     | 0      | 3     |
| 1998  | Equador   | Cuenca       | 8/14    | 4    | 0     | 3      | 7     |
| 2002  | Brasil    | Brasil       | 14/14   | 0    | 0     | 0      | 0     |
| 2006  | Argentina | Buenos Aires | 15/15   | 0    | 0     | 1      | 1     |
| 2010  | Colômbia  | Medellín     | 13/15   | 0    | 0     | 2      | 2     |
| 2014  | Chile     | Santiago     | 11/14   | 1    | 0     | 4      | 5     |
| 2018  | Bolívia   | Cochabamba   | 12/14   | 2    | 0     | 1      | 3     |
| 2022  | Paraguai  | Assunção     |         |      |       |        |       |
| Total | Total     |              |         | 9    | 3     | 12     | 24    |

## Desempenho
Historicamente, o Suriname teve como melhor desempenho a sua participação em Cuenca-1998, quando conquistou sete pódios, sendo esta também a ocasião na qual o país mais teve medalhas de ouro, com quatro no total. 
Por sua vez, os surinameses tiveram seu pior desempenho em 2002, quando os Jogos foram disputados no Brasil, ocasião esta na qual nenhuma medalha foi conquistada pela sua delegação. 